# China (Epcot)

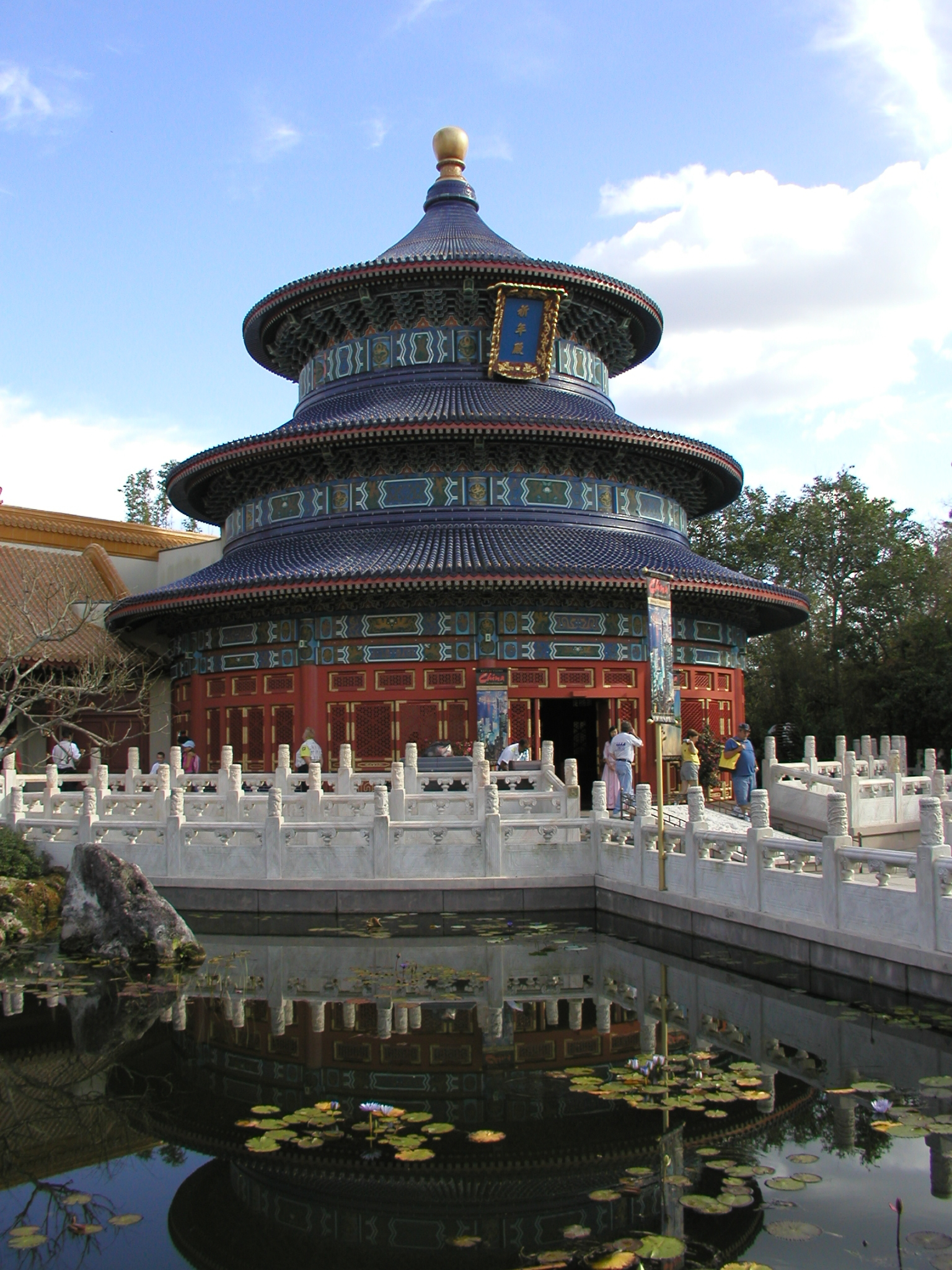
De replica van de Tempel van de Hemel, tevens ingang tot de attractie Reflections of China

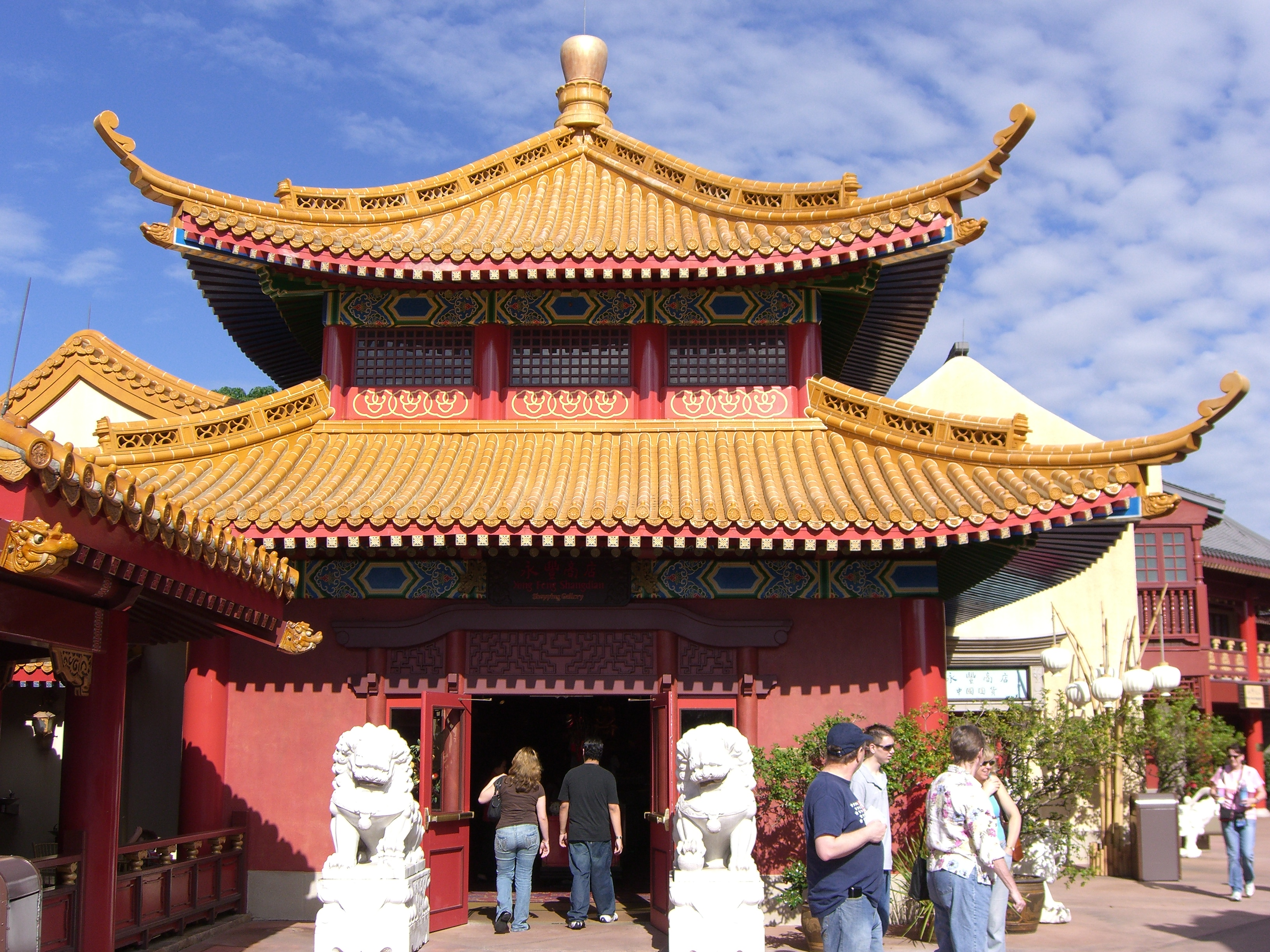
Een van de winkelpanden van het House of Good Fortune-complex

Het paviljoen van China is een themagebied in het Amerikaanse attractiepark Epcot. Het thema van dit gebied is georiënteerd rondom China en maakt deel uit van het grotere themagebied World Showcase. Het gebied werd geopend op 1 oktober 1982, tezamen met het park zelf.

## Beschrijving
Het paviljoen van China is te betreden via de promenade om het World Showcase Lagoon. Aan de promenade zelf, aan de meerzijde, zijn souvenirwinkel Good Fortune Gifts en horecapunt Joy of Tea te vinden. Vanaf de promenade loopt één straat dieper het paviljoen in langs verschillende stereotypisch Chinese gebouwen. Het eerste gebouw vanaf de promenade is het tafelbedieningsrestaurant Nine Dragons Restaurant, gevolgd door zelfbedieningsrestaurant Lotus Blossom Cafe. De straat loopt vervolgens in een complex van steegjes uit, waarin het gebouwcomplex te vinden is waarin souvenirwinkel House of Good Fortune is gehuisvest.
Tevens loopt er vanaf de promenade een weg onder een Chinese poort, die via drie terrassen uitmondt bij een replica van de Tempel van de Hemel uit Peking, die tevens de ingang vormt voor de attractie Reflections of China, een circle-vision 360°-film over bezienswaardigheden in China. Deze weg loopt eerst langs een pleintje waar geregeld voorstellingen worden gehouden door Chinese acrobaten, om vervolgens over een brug te gaan, die een vijver met waterlelies uit een Chinese tuin overbrugt. Net vóór de Tempel van de Hemel loopt een weg naar links, waar het gebouw ligt met daarin de galerij House of the Whispering Willows.

## Faciliteiten
| - Reflections of China - House of the Whispering Willows - Dragon Legend Acrobaten | - Joy of Tea - Lotus Blossom Cafe - Nine Dragons Restaurant - Good Fortune Gifts - House of Good Fortune |

## Trivia
- Het paviljoen diende als de achtergrond voor de videoclip Reflection van de film Mulan, gezongen door de toen nog onbekende Christina Aguilera.
- De werknemers in het paviljoen die in contact komen met de gasten komen oorspronkelijk uit China zelf. Disney regelt via haar internationale programma's dat werknemers bij haar paviljoens ook de nationaliteit hebben van dat paviljoen.[1]